# Конституционализм
Конституционали́зм (от лат. constitutio «закон, регламент, устройство») имеет следующие определения:
- система знаний политико-правового характера, предмет исследования которой составляют фундаментальные ценности демократии, обоснование необходимости установления конституционного строя, анализ истории и практики конституционного развития государства, их групп и мирового сообщества;
- механизм государственной власти, ограниченный конституцией; политическая система, опирающаяся на конституцию и конституционные методы управления.

Понятие «конституционализм» имеет объективный (совокупность конституционно-правовых актов, регулирует важные связи) и субъективный (наличие теории конституции, прогрессивных представлений об устройстве общества и государства; восприятия конституции, других нормативных актов населением) аспект.
Становление конституционализма в мире связано с оформлением конституционного строя в развитых странах Европы и Америки в период борьбы против феодального абсолютизма (XVII в.)

## Историческое развитие конституционализма
Конституционализм ведет начало от древнегреческих конституций, действовавших за несколько столетий до нашей эры, о которых известно лишь из работ Аристотеля. В период принципата Древнего Рима появляются вместе с актами римского сената (senatus consultus) императорские предписания различных видов, которые получили наименование конституций (constitutio ediktum, mandatum, decretum, rescriptum). Их содержание и место в развитии правовой системы Рима имеет интерес прежде всего как экскурс в этимологию понятия.
Ближе к современному представлению о конституционных актах являются английские Великая хартия вольностей (1215 год), «Форма правления государства Англии, Шотландии, Ирландии и владениями, которые к ним относятся» («Орудие управления») (1653 год), Билль о правах 1689 года, в которых уже просматриваются конституционные идеи Декларации прав человека и гражданина 1789 года о том, в частности, что права человека должны признаваться «естественными, неотчуждаемыми, священными».
Современный конституционализм связан с первыми конституционными актами Северной Америки 70-х — 80-х г.г. XVIII в. и, прежде всего, Конституции США (1787), которая имеет наиболее длительную историю существования. К этому же периоду развития конституционализма относятся Декларация прав человека и гражданина (Франция, 1789), Конституции Франции и Польши, а также первый конституционный акт на Украине — «Договоры и постановления прав и вольностей войсковых», известный как Конституция Ф. Орлика (1710).
Термин конституционализм, по мнению Г. Дж. Бермана, был введен в научный оборот в конце XVIII — начале XIX в. для обозначения главным образом американской доктрины верховенства писаной конституции над обычными законами. Однако реальность этого феномена впервые проявилась ещё в городских правовых системах Западной Европы в XI—XII вв.
В современной зарубежной юридической литературе конституционализм рассматривается в неразрывной связи с ограничением власти государства как «вера в существование конституционных способов по установлению государственных ограничений», «юридическое ограничение государства и полная противоположность произвольному правлению».

### Понятие, структура и признаки конституционализма
Конституционализм — это политико-правовая категория, которая опосредует место и роль конституции в правовой системе, обществе и государстве, что находят выражение в её верховенстве и характеру воздействия на общественные отношения. По содержанию конституционализм — это конституционное строительство, реализация конституции и её охрана, обеспечение. По форме конституционализм опосредует конституционный строй, то есть государственный и общественный строй, формы непосредственного народовластия, государства и т. д..
Нормативно-правовые основы конституционализма прежде всего определяются конституцией как нормативным актом высшей юридической силы, Основным Законом государства, который регулирует важнейшие общественные отношения и имеет свою структуру, особый порядок принятия и внесения изменений.
Формируя научные основы, теория конституционализма охватывает: достижения зарубежной научной мысли, учение отечественных мыслителей прошлого, современные идеи и концепции конституционализма.
Идеологические основы конституционализма определяет система правовых идей, взглядов, понятий, теорий, основанных на определённых научных и политических знаниях и представлениях, которая имеет целью влияние на формирование и развитие правовой, политической и нравственной культуры.
Организационные основы опосредует конституционный строй (как система общественных отношений, установленных в соответствии с конституцией), основными составляющими которого являются государственный и общественный строй.
Как справедливо замечает Ю. М. Тодик, следует учитывать, что наличие конституции ещё не означает существования конституционализма как массового политического движения, заинтересованного в обеспечении в стране демократического конституционного строя. Соотношение конституции и конституционализма тесно связано с проблемой конституционности самой конституции, то есть с тем, насколько конституционный текст соответствует принципам гуманизма, справедливости, демократизма, обеспечения прав и свобод личности.
Проблема конституционности конституции связана с проблемой конституционности государства. Значение этого понятия рассматривается с применением двух подходов.
1) позитивистский подход, по которому конституционным признается государство, в котором есть конституция как основной закон (законы), закрепляющий определённый государственный строй, структуру и полномочия органов государственной власти, наделенные реальным практическим действием, и имеет высшую юридическую силу и изменяется путём особой (осложненной по сравнению с обычным законодательным процессом) процедуры; 2) естественно-правовой подход, согласно которому конституционным признается государство, в котором обеспечены гарантии прав человека и разделение властей, независимость правосудия.

### Многоаспектность понятияконституционализм
В конституционно-правовой науке сложилось три основных подхода к его определению: политический, философско-исторический и юридический.
В политическом аспекте конституционализм раскрывается как особый характер отношений между государством и обществом на основе консенсуса, как идейно-политическая доктрина и движение.
В философско-историческом — как учение о конституции, включая предконституционные идеи божьего, естественного права, договорного происхождения государства, учение о плутократии, тирании, деспотии, демократии и т. д.
В юридическом аспекте конституционализм понимается в узком смысле как особый режим функционирования государственной власти на основе конституционных методов и в широком смысле — как сложная политико-правовая система.
Конституционализм в юридическом аспекте является системой, в которую входят конституционные нормы, конституция, но не как нечто застывшее, статическое, а конституция, взятая вместе с её доктринальными основами, системой политико-правовых ценностей, отражающих концепцию, философию, сущность конституции, а также практикой её осуществления. Кроме этих составляющих политико-правовой системы конституционализма, важное значение имеют такие его элементы как конституционное правосознание, конституционные правоотношения и конституционная законность, на установление которой в конце концов направлено функционирования этой сложной системы. Такой «набор» элементов системы конституционализма наиболее полно отражает суть этого социально-правового явления.
Таким образом, конституция и конституционализм — это не тождество. Как справедливо отмечает немецкий исследователь С. Войт, конституционализм является нормативной концепцией, и её не следует смешивать с конституцией de facto, используемый в любом обществе. Конституционализм — многоуровневая система, которая функционально выходит за рамки конституции и вообще права, отражает особенности менталитета и бытия народа.

### Правовые основы конституционализма
Конституционализм — политико-правовое явление, правовая (юридическая) сущность которого обусловлена, прежде всего, нормативно-правовой основой этой системы, в качестве которой выступает Конституция (конституционное законодательство). Конституция имеет смешанную политико-правовую природу, как и конституционные отношения, возникающие на основе её норм, поскольку «они регулируют процесс организации и осуществления властных полномочий народом, государством и элементами политической системы». Кроме того, политическая природа конституционализма вытекает из тесной взаимосвязи политики с конституционно-правовыми институтами и реалиями.
Содержание системы конституционализма снаружи отражается в определённых институциональных образованиях. Основными институтами конституционализма являются: институт публичной власти, структурируется на два самостоятельных подинститута — государственной власти и местного самоуправления; институт конституционного контроля (надзорно-контрольные мероприятия со стороны государственных органов по обеспечению конституционной законности, прав и свобод человека и гражданина, правовой свободы, субъективного публичного права, верховенства конституции в системе нормативных актов, её прямой, непосредственного действия); институт конституционной ответственности.
Целью функционирования системы конституционализма является конституционная законность как режим точного и неуклонного соблюдения Конституции и других конституционно-правовых актов всеми субъектами, которым они адресованы, реальное действие иерархии нормативно-правовых актов, в системе которых Конституция имеет высшую юридическую силу.

### Тенденции современного конституционализма
Конституционализм — это динамическая система, которая перманентно развивается. Тенденции современного конституционализма характеризуют основные направления его развития как сложной политико-правовой системы государства и общества.
Прежде всего, это тенденция политологизации системы конституционализма, выражающаяся в воздействии политических способов и средств на конституционно-правовые отношения (в частности — властеотношений), их регулирования.
Тенденция социализации, которая проявляется в социализации конституции и конституционного права в целом. Конституционализм устанавливает изменение акцентов во взаимоотношениях между человеком, обществом и государством с ориентацией на приоритет прав человека и развития гражданского общества.
Тенденция биологизации характеризует развитие системы конституционализма с позиций защиты человека и всего человечества от последствий тех негативных процессов, которые ставят под угрозу биологическое существование человека (осложнения демографической, экологической проблем, терроризм, вопросы клонирования человека и т. д.). Взаимоотношения между человеком и государством должны строиться, прежде всего, на принципах координации, корреляции интересов, взаимной ответственности и уважения.
Тенденция информатизации является одним из самых «молодых» направлений в развитии системы конституционализма. Как справедливо отмечается в научной литературе, «постиндустриальное общество должно, по крайней мере, два измерения — информационное общество (внутри страны) и глобализм (на международной арене)».
Большое значение имеет тенденция интернационализации системы конституционализма, которая выражается, прежде всего, в сближении национального конституционного права с международным публичным правом.